# Bão Mike (1990)
Bão Mike (Typhoon Mike, PAGASA: Ruping) là một cơn bão hình thành vào tháng 11 năm 1990. Nó đã gây ra thiệt hại nặng nề cho Philippines, Việt Nam và Trung Quốc. Tổng cộng 748 người đã thiệt mạng vì Mike.

## Lịch sử khí tượng
Một khu vực đối lưu dai dẳng trên Quần đảo Caroline lần đầu tiên được ghi nhận trong Thông báo về thời tiết nhiệt đới quan trọng vào ngày 6 tháng 11. Khi nó đi về hướng Tây, luồng gió chảy ra của nó nhanh chóng được cải thiện, với dải và dạng mây tròn hơn. Tổ chức này tiếp tục diễn ra và nó được nâng cấp thành Áp thấp nhiệt đới 27W vào ngày 7. Đầu ngày 8, áp thấp nhiệt đới đã mạnh lên thành Bão nhiệt đới Mike gần đảo Yap.
Mike tiếp tục di chuyển về phía tây và tốc độ tăng cường của nó, và trở thành một cơn bão vào đầu ngày 9 tháng 11, ngày 18 của mùa giải. Tại thời điểm này, một điểm yếu ở sườn núi cận nhiệt đới, nơi khiến cơn bão tiếp tục di chuyển về phía tây, đã đưa Mike về phía bắc. Điều này đã không xảy ra, và Mike vẫn tiếp tục chuyển động về phía tây của nó. Vào ngày 10 tháng 11, cơn bão nhanh chóng mạnh lên, đạt tới sức gió cực đại là 165 dặm / giờ vào cuối ngày hôm đó. Trong khoảng thời gian 48 giờ, cơn bão đã tiến sâu 99 milibar xuống áp suất trung tâm tối thiểu là 915 mb.
Mike vẫn duy trì cường độ gió 165 dặm / giờ trong một ngày khi nó đến gần Philippines. May mắn thay cho quần đảo, sự kết hợp của chu kỳ thay thế kính mắt và tương tác đất liền ở phía tây của nó đã làm suy yếu siêu bão. Tuy nhiên, Mike vẫn tấn công miền đông Philippines như một cơn bão 140 dặm / giờ vào ngày 12 tháng 11. Bão tiếp tục suy yếu thành bão 85 dặm / giờ khi đi qua các đảo, nhưng ở Biển Đông, các điều kiện thuận lợi cho việc tăng cường nhẹ.

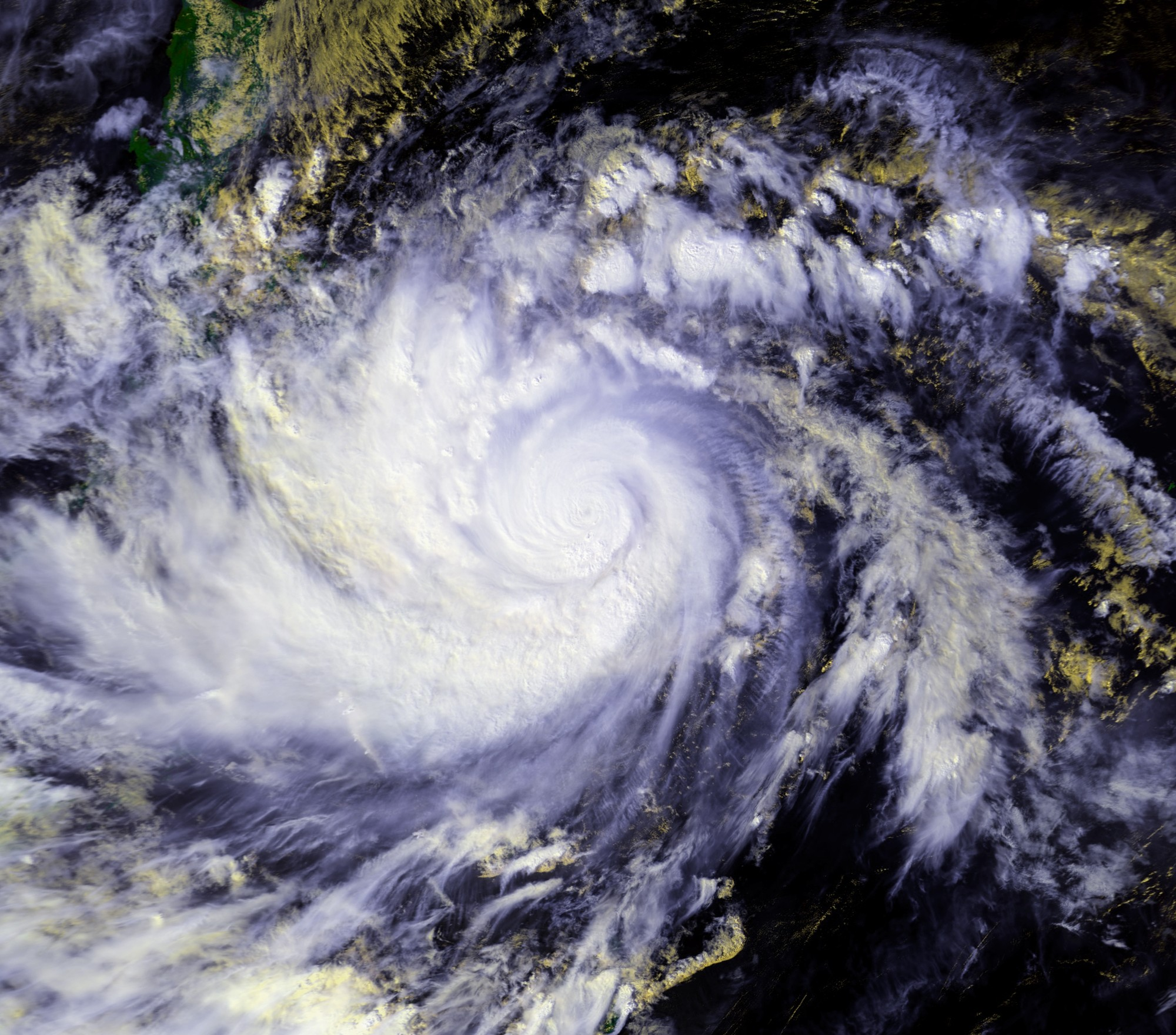
Bão Mike (ngày 12 tháng 11)

Mike đã đạt tới đỉnh thứ cấp với sức gió 95 dặm / giờ vào ngày 14 tháng 11, nhưng tương tác trên đất liền với Việt Nam một lần nữa khiến nó suy yếu thành bão tối thiểu. Sự phá vỡ dự báo ở sườn núi cận nhiệt đới cuối cùng xảy ra vào ngày 15, gây ra chuyển động về phía tây bắc. Lực cắt dọc tăng lên, khiến Mike suy yếu thành một cơn bão nhiệt đới vào ngày 16. Đầu ngày hôm sau, cơn bão đi qua phía tây đảo Hải Nam và suy giảm thành áp thấp nhiệt đới vào đêm hôm đó. Sau khi đi qua Vịnh Bắc Bộ, Mike đã đánh vào miền nam Trung Quốc, nơi nó tan vào ngày 18 tháng 11.

## Thiệt hại
Trong khi băng qua quần đảo Caroline phía tây, Mike tỏ ra khá phá phách. Những thiệt hại trên diện rộng đã xảy ra đối với quần đảo, nhưng không có trường hợp tử vong nào xảy ra và chỉ có một người bị thương được báo cáo.
Philippines không có kết quả tốt như vậy. Lượng mưa lớn của bão đã tạo ra lở đất, kết hợp với gió lớn, gây thiệt hại hơn 14 triệu đô la (USD 1990, 20,8 triệu đô la 2005). Hơn 748 người đã thiệt mạng, khiến Mike cơn bão có sức tàn phá lớn nhất đối với Philippines kể từ cơn bão Ike năm 1984, khiến hơn 1.000 người thiệt mạng. Tổng thống Corazon Aquino đã tuyên bố tình trạng thiên tai ở Visayas.
Những thiệt hại của cơn bão Mike đối với cơ sở hạ tầng của thành phố và tỉnh Cebu đã buộc các nhà lãnh đạo địa phương phải suy nghĩ lại về các ưu tiên của chính phủ. Một nỗ lực có ý thức để xây dựng lại sau khi thiệt hại được thúc đẩy, dẫn đến sự phát triển vượt bậc của nền kinh tế Cebu, được gọi là CEBOOM.

## Nhận xét
Do sự hủy diệt ở Philippines, cái tên Mike đã phải khai tử và được thay thế bằng Manny. Tên PAGASA của nó, Ruping, cũng đã được khai tử